# Манакін-стрибун крихітний
Манакін-стрибун крихітний (Tyranneutes stolzmanni) — вид горобцеподібних птахів родини манакінових (Pipridae).

## Поширення
Вид поширений у східній Венесуелі, Гаяні, Суринамі, Французькій Гвіані та північно-східній бразильській Амазонії. Мешкає у нижніх і середніх ярусах тропічних вологих лісів, до 500 м над рівнем морем.

## Опис
Дрібних птах, завдовжки 7,5 см і вагою 7 г. Оперення спини оливково-зелене. У самця на тімені є жовті смуги, які у самиці дуже маленькі або зовсім відсутні. Горло і грудка світло-сірі, живіт кремовий.

## Спосіб життя
Раціон складається з дрібних фруктів і комах, яких вони збирають або ловлять під час польоту.